# Camponotus morosus
Camponotus morosus é uma espécie de inseto do gênero Camponotus, pertencente à família Formicidae.